# Cornelius Klemm
Cornelius Klemm (* 16. Juli 1628 in Marienberg; † 2. April 1682 in Sangerhausen) war ein sachsen-weißenfelsischer Bergbeamter sowie Bürgermeister der Amtsstadt Sangerhausen. Er war Bergvogt in Sangerhausen und Bottendorf.

## Leben
Er ist der Stammvater einer späteren Gelehrtenfamilie und wurde in der Bergstadt Marienberg als Sohn des Fleischers Valentin Klemm geboren. Wie mehrere Marienberger verließ er das Erzgebirge und ließ sich in Thüringen nieder, wo er in der Bergbauverwaltung tätig wurde. Ihm wurde vom Herzog August von Sachsen-Weißenfels, der gleichzeitig Administrator des Herzogtums Magdeburg war, die Funktion des Bergvogts in der sachsen-weißenfelsischen Bergstadt Sangerhausen am Fuße des Südharzes übertragen, die er bis zu seinem Tod zur Zufriedenheit seines Dienstherren ausübte. Nach seinem Tod führte seine Witwe Barbara Klemm die Rechnungsführung zu Ende und übergab diese ordnungsgemäß seinem Amtsnachfolger.
Gleichzeitig war Cornelius Klemm Bürgermeister der Stadt Sangerhausen, an deren Stadtrand Cornelius Klemm das Gebäude der Walkmühle käuflich erworben hatte.
Eine besondere Freundschaft verband Cornelius Klemm mit seinem Amtsbruder, dem Bergvogt in Eisleben, Thomas Senf, mit dem er einen beruflichen Erfahrungsaustausch pflegte und der ihn beispielsweise besuchte, als er unterwegs zu den Bergwerken in Ilmenau war.
Cornelius’ Bruder Ehrenfried Klemm erwarb die Lehngüter Weidenbach und Langendorf und wurde im Jahre 1662 in den erblichen Adelsstand erhoben. Er erhielt das Adelsprädikat von Wiedenbach.

## Familie
Cornelius Klemm heiratete am 27. Mai 1661 Barbara, die Tochter des Sangerhäuser Bürgermeisters Jacob Schmidt. Aus dieser Ehe gingen folgende Kinder hervor:
- Johannes Theodor Klemm (* 3. Juli 1662; † 24. Juni 1716)
- Johann Jacob Klemm (* um 1664; † 14. November 1726)
- Maria Magdalena Klemm (* um 1665)
- Christianus Klemm (* 9. Dezember 1666)
- Christiana Elisa Klemm (* 25. Januar 1671)
- Barbara Klemm (* 16. März 1673)
- Dorothea Klemm (* 9. Oktober 1674)
- Johannes Cornelius Klemm (* 20. Juli 1676)
- Johannes Friedrich Klemm (* 8. März 1678)[1]